# Zanegeest
Zanegeest is een buurtschap in de gemeente Bergen in de Nederlandse provincie Noord-Holland.
Van de buurtschappen waaruit het huidige Bergen is ontstaan is Zanegeest de laatste die nog vaak wordt geduid als een eigen plaats, ook al ligt het tegenwoordig helemaal vast aan het dorp. Tot halverwege de twintigste eeuw werd ook Oostdorp nog vaak als buurtschap geduid, maar na uitbreiden met het tuindorp is dit langzaam verdwenen. Zanegeest is nu een onderdeel van de wijk Saenengheest.
Zanegeest ontleent volgens velen zijn plaatsnaam aan het Mirakel van Bergen van 1421, waarbij (volgens de legende) tijdens de beruchte Sint-Elisabethsvloed de kerkinventaris van de verdronken kerk van Petten veilig aanspoelde en het zeewater dat in de kist was gedrongen later veranderd bleek te zijn in geronnen bloed.
De plek waar de inventaris aanspoelde heet sindsdien Sacramentsdijk (nu Zakedijkje) en er werd een kapel gebouwd die echter in de Tachtigjarige Oorlog werd verwoest. Toch werd er tot midden 1960 in mei een stille tocht georganiseerd om dit wonder te gedenken. Dit gebruik is begin 21ste eeuw weer nieuw leven ingeblazen.
De plaatsnaam zou afgeleid zijn van sanguis, sanctus of sanus. Echter in oude documenten is Zanegeest in andere vormen teruggevonden waardoor onder andere wordt gedacht dat de plaats óf verwijst naar een akker op een geestgrond van ene Zane, óf (waarschijnlijker) dat het eerste lid Zane als sane of sande moet worden gezien, wat betekent dat de plaatsnaam een hoger liggende zandafzetting is, die slibloos zou zijn.
Dorpen en gehuchten: Aagtdorp · Bergen · Bergen aan Zee · Bregtdorp · Catrijp · Camperduin · Egmond aan den Hoef · Egmond aan Zee · Egmond-Binnen · Groet · Hargen · Rinnegom · Schoorl · Schoorldam (deels) · Wimmenum

Buurtschappen: Duyncroft · Egmondermeer · Het Woud · Westdorp · Zanegeest

Badplaatsen (zonder woonkern): Hargen aan Zee · Schoorl aan Zee

Voormalige buurtschappen: Oostdorp · Oudburg

Voormalige gemeenten: Bergen · Egmond · Schoorl

Noord-Holland: Steden en dorpen      Nederland: Provincies · Gemeenten